# Burseraceae
Famille
Classification APG III (2009)
La famille des Burséracées regroupe des plantes dicotylédones. Selon Watson & Dallwitz elle comprend 500 espèces réparties en 17 genres.
Ce sont des arbres ou des arbustes résineux des régions subtropicales à tropicales.

## Usages
- Certaines espèces du genre Boswellia, originaires d'Arabie, d'Afrique de l'Est et d'Inde,  sont à l'origine de l'encens, et le genre Commiphora contient l'espèce qui donne la myrrhe, Commiphora myrrha, l'arbre à myrrhe.
- Des médecines traditionnelles utilisent l'inhalation de la fumée produite par la combustion d'oléorésines récoltées sur d'autres arbres de cette famille (c'est le cas du breu utilisé par les amérindiens amazoniens par exemple)[1] notamment utilisée contre les maux de tête[2].

## Étymologie
Le nom vient du genre type Bursera, nommé en hommage au médecin et botaniste germano-danois Joachim Burser (en) (1583-1639), qui en 1625 fut professeur à l’Académie de Soro (Danemark). Ses collections botaniques, qui furent utilisées par le botaniste suédois Carl von Linné, sont conservées au Musée du Jardin Botanique d’Uppsala.

## Liste des genres
Selon Angiosperm Phylogeny Website (11 décembre 2016) :
- Ambilobea Thulin et al.
- Aucoumea Pierre
- Beiselia (es) Forman
- Boswellia Roxb. ex Colebr.
- Bursera Jacq. ex L.
- Canarium L.
- Commiphora Jacq.
- Crepidospermum (es) Hook.f.
- Dacryodes Vahl
- Garuga (es) Roxb.
- Haplolobus (es) H.J.Lam
- Protium Burm.f.
- Pseudodacryodes (es) Pierlot
- Rosselia (es) Forman
- Santiria (es) Blume
- Scutinanthe (es) Thwaites
- Tetragastris Gaertn.
- Triomma (es) Hook.f.

Selon NCBI (11 décembre 2016) :
- Ambilobea
- Aucoumea
- Beiselia
- Boswellia
- Bursera
- Canarium
- Commiphora
- Crepidospermum
- Dacryodes
- Garuga
- Haplolobus
- Protium
- Santiria
- Scutinanthe
- Tetragastris
- Trattinnickia
- Triomma

Selon DELTA Angio (11 décembre 2016) :
- Aucoumea
- Beiselia
- Boswellia
- Bursera
- Canarium
- Commiphora
- Crepidospermum
- Dacryodes
- Garuga
- Haplolobus
- Pachylobus
- Protium
- Santiria
- Scutinanthe
- Tetragastris
- Trattinnickia
- Triomma

Selon ITIS (11 décembre 2016) :
- Boswellia Roxb. ex Colebr.
- Bursera Jacq. ex L.
- Canarium L.
- Commiphora Jacq.
- Dacryodes Vahl
- Tetragastris Gaertn.

## Liste des espèces
Selon NCBI (22 juin 2010) :
- genre Ambilobea
  - Ambilobea madagascariensis
- genre Aucoumea
  - Aucoumea klaineana
- genre Beiselia
  - Beiselia mexicana
- genre Boswellia
  - Boswellia ameero
  - Boswellia elongata
  - Boswellia frereana
  - Boswellia hildebrandtii
  - Boswellia nana
  - Boswellia neglecta
  - Boswellia ogadensis
  - Boswellia ovalifoliolata
  - Boswellia pirottae
  - Boswellia popoviana
  - Boswellia rivae
  - Boswellia sacra
  - Boswellia serrata
  - Boswellia socotrana
- genre Bursera
  - Bursera acuminata
  - Bursera aloexylon
  - Bursera aptera
  - Bursera arborea
  - Bursera arida
  - Bursera ariensis
  - Bursera asplenifolia
  - Bursera attenuata
  - Bursera bicolor
  - Bursera biflora
  - Bursera bipinnata
  - Bursera bolivarii
  - Bursera bonetii
  - Bursera brunea
  - Bursera cerasifolia
  - Bursera chemapodicta
  - Bursera cinerea
  - Bursera citronella
  - Bursera copallifera
  - Bursera coyucensis
  - Bursera crenata
  - Bursera cuneata
  - Bursera denticulata
  - Bursera discolor
  - Bursera diversifolia
  - Bursera epinnata
  - Bursera excelsa
  - Bursera fagaroides
  - Bursera fagpurpusii
  - Bursera filicifolia
  - Bursera fragilis
  - Bursera frenningae
  - Bursera galeottiana
  - Bursera glabrifolia
  - Bursera gracilipes
  - Bursera grandifolia
  - Bursera graveolens
  - Bursera heteresthes
  - Bursera hindsiana
  - Bursera hintonii
  - Bursera inaguensis
  - Bursera infiernidialis
  - Bursera instabilis
  - Bursera kerberi
  - Bursera lancifolia
  - Bursera laxiflora
  - Bursera longipes
  - Bursera macvaughiana
  - Bursera malacophylla
  - Bursera medranoana
  - Bursera microphylla
  - Bursera mirandae
  - Bursera morelensis
  - Bursera multijuga
  - Bursera nashii
  - Bursera odorata
  - Bursera ovata
  - Bursera palmeri
  - Bursera paradoxa
  - Bursera penicillata
  - Bursera rupicola
  - Bursera rzedowskii
  - Bursera sarcopoda
  - Bursera sarukhanii
  - Bursera schlechtendalii
  - Bursera simaruba
  - Bursera spinescens
  - Bursera stenophylla
  - Bursera submoniliformis
  - Bursera suntui
  - Bursera tecomaca
  - Bursera tonkinensis
  - Bursera trifoliolata
  - Bursera trimera
  - Bursera vejar-vazquezii
  - Bursera velutina
  - Bursera xochipalensis
  - Bursera sp. Qiu 94206
- genre Canarium
  - Canarium acutifolium
  - Canarium album
  - Canarium balansae
  - Canarium bengalense
  - Canarium decumanum
  - Canarium harveyi
  - Canarium indicum
  - Canarium littorale
  - Canarium madagascariense
  - Canarium oleiferum
  - Canarium oleosum
  - Canarium ovatum
  - Canarium pilosum
  - Canarium schweinfurthii
  - Canarium strictum
  - Canarium tramdenum
  - Canarium vulgare
  - Canarium whitei
  - Canarium zeylanicum
- genre Commiphora
  - Commiphora africana
  - Commiphora angolensis
  - Commiphora aprevalii
  - Commiphora brevicalyx
  - Commiphora campestris
  - Commiphora capensis
  - Commiphora ciliata
  - Commiphora edulis
  - Commiphora eminii
  - Commiphora falcata
  - Commiphora franciscana
  - Commiphora grandifolia
  - Commiphora guillauminii
  - Commiphora habessinica
  - Commiphora kataf
  - Commiphora kerstingii
  - Commiphora kua
  - Commiphora laxecymigera
  - Commiphora leptophloeos
  - Commiphora cf. mafaidoha Phillipson 2593
  - Commiphora mahafaliensis
  - Commiphora marlothii
  - Commiphora mollis
  - Commiphora monstruosa
  - Commiphora myrrha
  - Commiphora neglecta
  - Commiphora orbicularis
  - Commiphora pedunculata
  - Commiphora pseudopaolii
  - Commiphora pyracanthoides
  - Commiphora rostrata
  - Commiphora schimperi
  - Commiphora simplicifolia
  - Commiphora sphaerocarpa
  - Commiphora stolonifera
  - Commiphora tetramera
  - Commiphora ugogensis
  - Commiphora unilobata
  - Commiphora virgata
  - Commiphora wightii
  - Commiphora wildii
  - Commiphora sp. FS882
- genre Crepidospermum
  - Crepidospermum goudotianum
  - Crepidospermum prancei
  - Crepidospermum rhoifolium
  - Crepidospermum sp. DR 1678
- genre Dacryodes
  - Dacryodes buettneri
  - Dacryodes cuspidata
  - Dacryodes edulis
  - Dacryodes heterotricha
  - Dacryodes igaganga
  - Dacryodes klaineana
  - Dacryodes laxa
  - Dacryodes macrophylla
  - Dacryodes normandii
  - Dacryodes sp. MAG-2009
- genre Garuga
  - Garuga floribunda
- genre Protium
  - Protium aidanianum
  - Protium altsonii
  - Protium amazonicum
  - Protium apiculatum
  - Protium aracouchini
  - Protium calanense
  - Protium confusum
  - Protium copal
  - Protium costaricense
  - Protium crassipetalum
  - Protium decandrum
  - Protium divaricatum
  - Protium elegans
  - Protium ferrugineum
  - Protium gallicum
  - Protium gallosum
  - Protium glabrescens
  - Protium grandifolium
  - Protium guacayanum
  - Protium guianense
  - Protium hebetatum
  - Protium heptaphyllum
  - Protium javanicum
  - Protium klugii
  - Protium krukoffii
  - Protium laxiflorum
  - Protium madagascariense
  - Protium morii
  - Protium cf. morii MAG-2009
  - Protium nitidifolium
  - Protium nodulosum
  - Protium opacum
  - Protium pallidum
  - Protium panamense
  - Protium paniculatum
  - Protium pilosum
  - Protium rubrum
  - Protium sagotianum
  - Protium subserratum
  - Protium tenuifolium
  - Protium trifoliolatum
  - Protium unifoliolatum
  - Protium urophyllidium
- genre Santiria
  - Santiria apiculata
  - Santiria griffithii
  - Santiria rubiginosa
  - Santiria trimera
- genre Tetragastris
  - Tetragastris altissima
  - Tetragastris mucronata
  - Tetragastris panamensis
- genre Trattinnickia
  - Trattinnickia aspera
  - Trattinnickia burserifolia (cf.  Hoffman et al. 694)
  - Trattinnickia demerarae
  - Trattinnickia glaziovii
  - Trattinnickia sp. DR 1676
- genre Triomma
  - Triomma malaccensis